# Olé Coltrane
| 전문가 평가                         | 전문가 평가 |
| 평가 점수                           | 평가 점수   |
| 출처                                | 점수        |
| ----------------------------------- | ----------- |
| AllMusic                            | [ 3 ]       |
| Down Beat                           | [ 4 ]       |
| The Penguin Guide to Jazz           | [ 5 ]       |
| The Rolling Stone Jazz Record Guide | [ 6 ]       |
| All About Jazz                      | [ 7 ]       |

《Olé Coltrane》는 1961년 11월 애틀랜틱 레코드에서 발매된 미국의 재즈 음악가 존 콜트레인의 음반이다. 이 음반은 뉴욕의 A & R 레코딩에서 녹음되었고, 콜트레인의 애틀랜틱 음반 중 자신의 감독하에 만들어진 마지막 음반이었다.

## 배경
《Olé Coltrane》의 녹음 이틀 전, 콜트레인은 뉴저지주 잉글우드 클리프의 반 겔더 스튜디오에서 《Africa/Brass》를 새 레이블인 임펄스! 레코드의 첫 녹음 세션으로 만들었다. 그의 오래된 레이블 애틀랜틱 레코드 때문에 한 장의 음반을 더 가지고, 그는 《Africa/Brass》 세션의 두 명의 참가자 아트 데이비스와 프레디 허버드와 함께 일하는 퀸텟을 가져왔다. 프레스티지 레코드와의 동시 계약으로 인해 에릭 돌피는 조지 레인이라는 가명으로 크레딧에 이름을 올렸다.
콜트레인의 스페인 음악에 대한 관심은 〈Olé〉에 분명히 나타나는데, 아마도 그의 전 고용주 마일스 데이비스의 《Sketches of Spain》에서 자극을 받았을 것이다. 모들 재즈 반주 〈Olé〉의 구조와 멜로디는 스페인 민요 〈El Vito〉 (나중에 피트 시거에 의해 알려진 스페인 내전의 〈El Quinto Regimiento〉의 곡으로 사용됨)에서 차용되었고, 소프라노 색소폰 작품은 1961년의 〈My Favorite Things〉를 회상했다.

## 곡 목록
| #  | 제목    | 작곡        | 재생 시간 |
| -- | ------- | ----------- | --------- |
| 1. | 〈Olé〉 | 존 콜트레인 | 18:17     |

| #  | 제목              | 작곡          | 재생 시간 |
| -- | ----------------- | ------------- | --------- |
| 1. | 〈Dahomey Dance〉 | 콜트레인      | 10:53     |
| 2. | 〈Aisha〉         | 매코이 타이너 | 7:40      |

| #  | 제목                | 작곡          | 재생 시간 |
| -- | ------------------- | ------------- | --------- |
| 4. | 〈To Her Ladyship〉 | 빌리 프레이저 | 8:54      |